# 堡和天主堂
堡和天主堂是一座近现代重要史迹及代表性建筑，建于民国十八年（1929年），位于山西省晋中市平遥县县城南11公里的段村镇堡和村。教堂为罗马式，坐北向南。长19.6米，宽8米，砖木结构。1985年重筑立面。
2011年11月30日，堡和天主堂公布为平遥县文物保护单位。